# Aeroportul Lemhi County
Aeroportul Lemhi County (IATA: SMN, ICAO: KSMN, FAA LID: SMN) este un aeroport din Idaho, Statele Unite ale Americii. Aeroportul a fost tranzitat în 2019 de 448 de pasageri.
Situat la o altitudine de 1.232 m, aeroportul dispune de 1 pistă.

## Infrastructură

### Piste
Aeroportul dispune de o singură pistă. Pista 17/35 are suprafața de asfalt și dimensiunile 5.510 picioare × 75 picioare. 